# Ted Turner
Robert Edward Turner III (Cincinnati, Ohio, 19 de noviembre de 1938) es un empresario, inversionista, terrateniente, directivo empresarial y magnate estadounidense de los medios, conocido también por ser el fundador de la cadena internacional de noticias CNN y varios canales de televisión, entre otras empresas periodísticas y comerciales. 
Sus inicios fueron con la empresa de vallas publicitarias de su padre, que asumió en 1963 tras el suicidio de este último. La empresa valía un millón de dólares. En 1970, adquiriría una estación UHF en Atlanta, e inició Turner Broadcasting System, empresa que fundó para controlar todos sus medios de comunicación.
Turner es un reconocido filántropo, siendo su más notorio proyecto la donación de US$ 1,000 millones para las diferentes causas de las Naciones Unidas, dando como resultado la creación de la «Fundación de las Naciones Unidas», en la cual ha servido como presidente. Su imagen social aumentó con su participación en el mundo del deporte, financiando equipos profesionales de béisbol y baloncesto, así como con su matrimonio con la conocida actriz Jane Fonda en 1991.

## Biografía

### Infancia y juventud
Nació en la ciudad de Cincinnati, Ohio, hijo de Florencia y Robert Edward Turner II, un magnate de la industria de la publicidad. Cuando tenía nueve años, su familia se trasladó a Savannah, Georgia. Asistió a la Escuela McCallie, una escuela preparatoria privada para chicos en Chattanooga, Tennessee.
Turner asistió a la Universidad Brown y fue vicepresidente de la Unión de Debate de Brown y capitán del equipo de vela. Se hizo miembro de Kappa Sigma. Turner inicialmente se especializó en obras clásicas, más tarde cambió sus estudios hacia la economía, pero antes de recibir un diploma fue expulsado por tener una estudiante en su dormitorio. Turner fue galardonado con un BA honorario de la Universidad de Brown en noviembre de 1989, cuando regresó a la escuela para ser el orador principal de la Asociación Nacional de radiodifusores universitarios en su segunda conferencia anual.
Después de salir de la Universidad de Brown, Turner volvió al Sur a finales de 1960 para convertirse en director general de la Macon, Georgia, una rama del negocio de su padre. 
En marzo de 1963 se suicidó su padre, Turner pasó a ser presidente y director ejecutivo de Turner Advertising Company cuando tenía 24 años al siguiente mes de este suceso, y convirtió a la empresa en una empresa global. Para el momento en que Turner toma la directiva de la compañía en 1963, esta valía 1 millón de US$. Decidido a expandir la empresa familiar, a finales de 1960 comenzó a comprar estaciones de radio del sur.

### Carrera comercial
En 1969, vendió sus estaciones de radio para adquirir un canal de televisión en Atlanta, denominado como WJRJ, Canal 17, para luego cambiar el distintivo a WTCG. En ese momento, las estaciones de UHF solo estaban en los mercados sin estaciones VHF. Inicialmente, la estación corrió viejas películas de los años 1930, 1940 y 1950, junto con los dibujos animados de teatro y comedias muy viejas y antiguos programas de drama. 
En 1976, la FCC permitió a la WTCG de Turner utilizar un satélite para transmitir contenido a los proveedores de televisión por cable locales en todo el país. El 17 de diciembre de 1976, la televisora WTCG pasó a ser una "superestación" con la transmisión de deportes populares a bajo precio y programas de entretenimiento (como viejas películas, reposiciones de comedias de situación y dibujos animados) vía satélite hacia las redes de televisión por cable de todo el país, una innovación muy rentable que aceleró el desarrollo de esta forma de transmisión en Estados Unidos. Como se desarrollaron los sistemas de cable, muchos llevan a su estación a mejorar sus horarios. Esto aumentó el número de sus espectadores y la publicidad. Finalmente llegaron a ser dos millones de suscriptores y el valor neto de Turner se elevó a $100 millones. Gracias a esto se compraron 5,000 acres (20 km² de plantación) en Jacksonboro, Carolina del Sur, por $2 millones.
En 1978, Turner llegó a un acuerdo con una estación de radio, operada por estudiantes en el MIT, para obtener los derechos de la señal de la llamada WTBS por $50.000. Esto permitió a Turner reforzar la imagen de marca de su "Super-estación" usando el acrónimo TBS; Turner Communications Group fue renombrado como Turner Broadcasting System y WTCG fue renombrado como WTBS.
En 1980 creó Cable News Network (CNN), la primera emisora de televisión con una programación orientada exclusivamente a emitir noticias durante las 24 horas del día. Con la creación de CNN, Turner revoluciona la industria de los medios de comunicación, al crear un formato dedicado exclusivamente a las noticias, con un equipamiento e infraestructura que les permitió cubrir centenares de grandes hechos a nivel nacional e internacional, como el accidente del transbordador espacial Challenger o la Guerra de Golfo Pérsico.
Después de un intento fallido para adquirir CBS en 1985, Turner compró la productora MGM/UA (Metro Goldwyn Mayer/United Artists) de Kirk Kerkorian en 1986 por $1.5 mil millones, para después venderla, quedándose únicamente con sus archivos cinematográficos. 
Turner Entertainment Co. fue establecida en agosto de 1986 para supervisar las propiedades de cine y televisión propiedad de Ted Turner.
A medianos de la década de 1980, Turner se convirtió en una fuerza para la coloración de las películas en blanco y negro. En 1985, la película Yanqui Dandy se convirtió en la primera película en blanco y negro redistribuida a color después de la coloración por ordenador. A pesar de la oposición de los aficionados al cine, estrellas y directores, la película ganó más de un sector del público.
En 1988, se introdujo Turner Network Television (TNT) con Lo que el viento se llevó. TNT, inicialmente mostraba más viejas películas, programas de televisión y programas originales junto con nuevas reposiciones. TNT utiliza la World Championship Wrestling (WCW) para atraer a un público más amplio, después que esta fuera comprada por él en 1989. WCW fue la principal competidora durante los años 1990 en la promoción de lucha libre profesional estadounidense junto a la WWE. En 2001, en virtud de AOL Time Warner, fue vendida a la Federación Mundial de Lucha Libre.
En 1990 su cobertura de la guerra del Golfo dio fama internacional a su cadena de televisión y en 1991 Turner fue nombrado 'hombre del año' por la revista Time. En 1990, creó la Fundación Turner, que se centra en donaciones filantrópicas en el medio ambiente y la población. Ese mismo año se creó Capitán Planeta y los planetarios, un medio ambiente de superhéroes. Turner produjo dos series de televisión con él Capitán Planeta como personaje destacado.
El 1 de octubre de 1992 se lanzaría una de las cadenas de dibujos animados más reconocidos en el mundo, Cartoon Network. Las biblioteca de MGM, que incluía propiedades de Warner Bros., incluyendo los primeros Looney Tunes y Merrie Melodies y también los dibujos animados de Popeye de Fleischer Studios y Famous Studios y United Artists, se convertirían en el núcleo del canal en sus primeros años. Un año antes, las empresas de Turner compraron Hanna-Barbera con su contenido adicional.
En 1994 se lanza Turner Classic Movies, que transmiten los mayores películas de antigüedad de MGM, Warner Bros., y las bibliotecas RKO.
El 10 de octubre de 1996 la compañía Turner Broadcasting System, Inc. se fusiona con Time Warner, Inc., con Turner como vicepresidente y jefe de Time Warner, junto con la división de las redes de cable de Turner. El 11 de enero de 2001, Time Warner fue comprado por AOL para convertirse en AOL Time Warner, una fusión que apoyó inicialmente Turner. Sin embargo, el estallido de la burbuja de las puntocom hirió el crecimiento y la rentabilidad de la división de AOL, que a su vez arrastró el rendimiento y precio de las acciones de la compañía combinada. En una reunión de la junta en el otoño de 2001, el estallido de Turner en contra del CEO de AOL Time Warner, Gerald Levin, finalmente llevó a la renuncia anunciada por el último efectiva a principios de 2002, siendo sustituido por Richard Parsons.

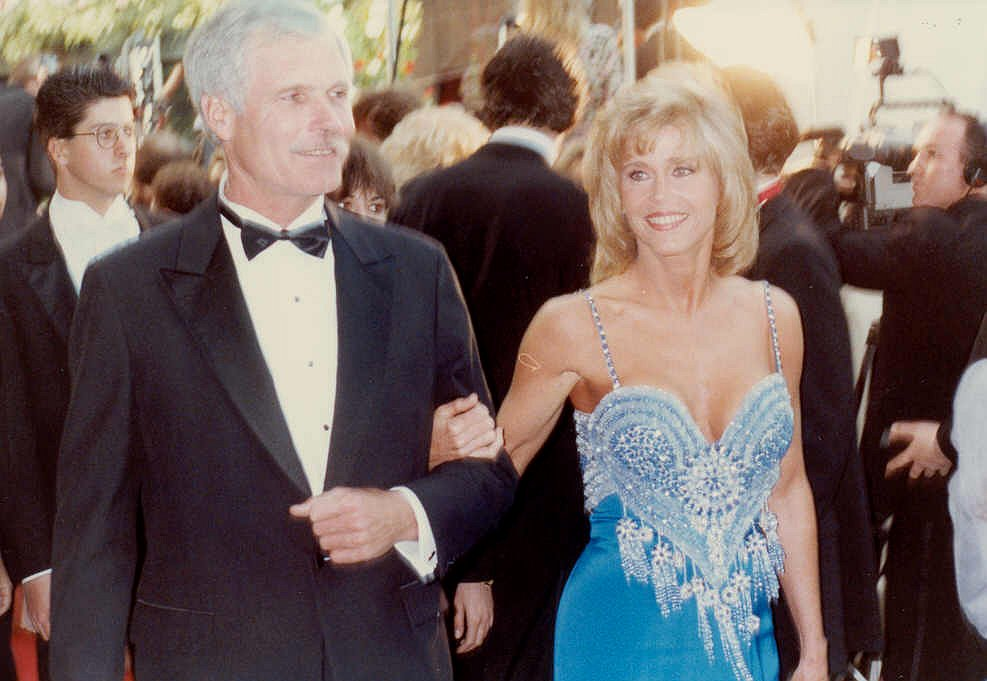
Ted Turner junto a Jane Fonda en la entrega 62° de los Academy Awards.

Turner fue sacado de su cargo como jefe de las redes de cable por el entonces CEO, Gerald Levin, pero se mantuvo como vicepresidente de Time Warner. Dimitió como vicepresidente en 2003 y luego del consejo de administración en 2006.

### Vida personal
Turner se ha casado y divorciado tres veces: con Judy Nye (1960-1964), Jane Shirley Smith (1965-1988), y la actriz Jane Fonda (1991-2001). Tiene cinco hijos.
A través de Turner Enterprises, que posee 15 ranchos en Kansas, Montana, Nebraska, Nuevo México, Oklahoma y Dakota del Sur. Con un total de 1,910,585 acres (7,731.86 km²), sus latifundios, convierte a Turner uno de los mayores propietarios individuales en América del Norte (por superficie). En 2010, Turner se unió con Warren Buffett a The Giving Pledge, y prometió donar la mayor parte de su fortuna a la caridad después de su muerte.

## Reconocimientos y logros
Después de que el boicot liderado por Estados Unidos debido a los Juegos Olímpicos de Moscú 1980, Turner fundó los Juegos de la Buena Voluntad, como una declaración para la paz a través del deporte. En 1990, la Asociación Humanista Americana nombró a Turner el Humanista del Año.
En 1991, Ted Turner se convirtió en la primera figura mediática que denomina la revista Time como "Hombre del Año". Ese mismo año, Turner fue incluido en el Salón de la Fama de la Televisión, y recibió la medalla de la Sociedad Nacional Audubon por su compromiso con los programas de televisión con temas de conservación.
Solía ser el terrateniente privado más grande de Estados Unidos, con la posesión de aproximadamente 2.000.000 acres (8.100 km²), superior al territorio de Delaware y Rhode Island combinados. De acuerdo con el director de documentales, Michael Moore, las tierra de Turner tiene un mayor producto interno bruto que Belice. Además, tiene el mayor rebaño privado de bisontes, con 50.000 cabezas.
En 1998, Turner se comprometió a donar $1 billón de su entonces $3 mil millones para las Naciones Unidas, y creó la Fundación de las Naciones Unidas para administrar la donación. La fundación "construye e implementa asociaciones público-privadas para abordar los problemas más acuciantes del mundo, y amplía el apoyo a la ONU a través de la promoción y la difusión pública". En 2006, la fundación emitió su billonésima a causa de la ONU, $600 millones de los cuales procedían de Turner y $400m de socios públicos y privados. Turner se ha comprometido a utilizar los restantes $400m en su compromiso de obtener fondos adicionales para las causas y las actividades de la ONU.
Turner sirve en la Guardia Costera de los Estados Unidos y fue uno de los 2013 ganadores del Premio marinero solitario, que reconoce a los veteranos de la Armada, Marina y la Guardia Costera que se han distinguido en sus carreras civiles. También es un receptor de la Medalla de oro Albert Schweitzer por humanitarismo .
En 2006, Turner recibió el Premio Bower para el Liderazgo de Empresas por parte del Instituto Franklin. En 2012, recibió un título honorario de Doctor en Humanidades de la Universidad de Oglethorpe.

## Actualidad

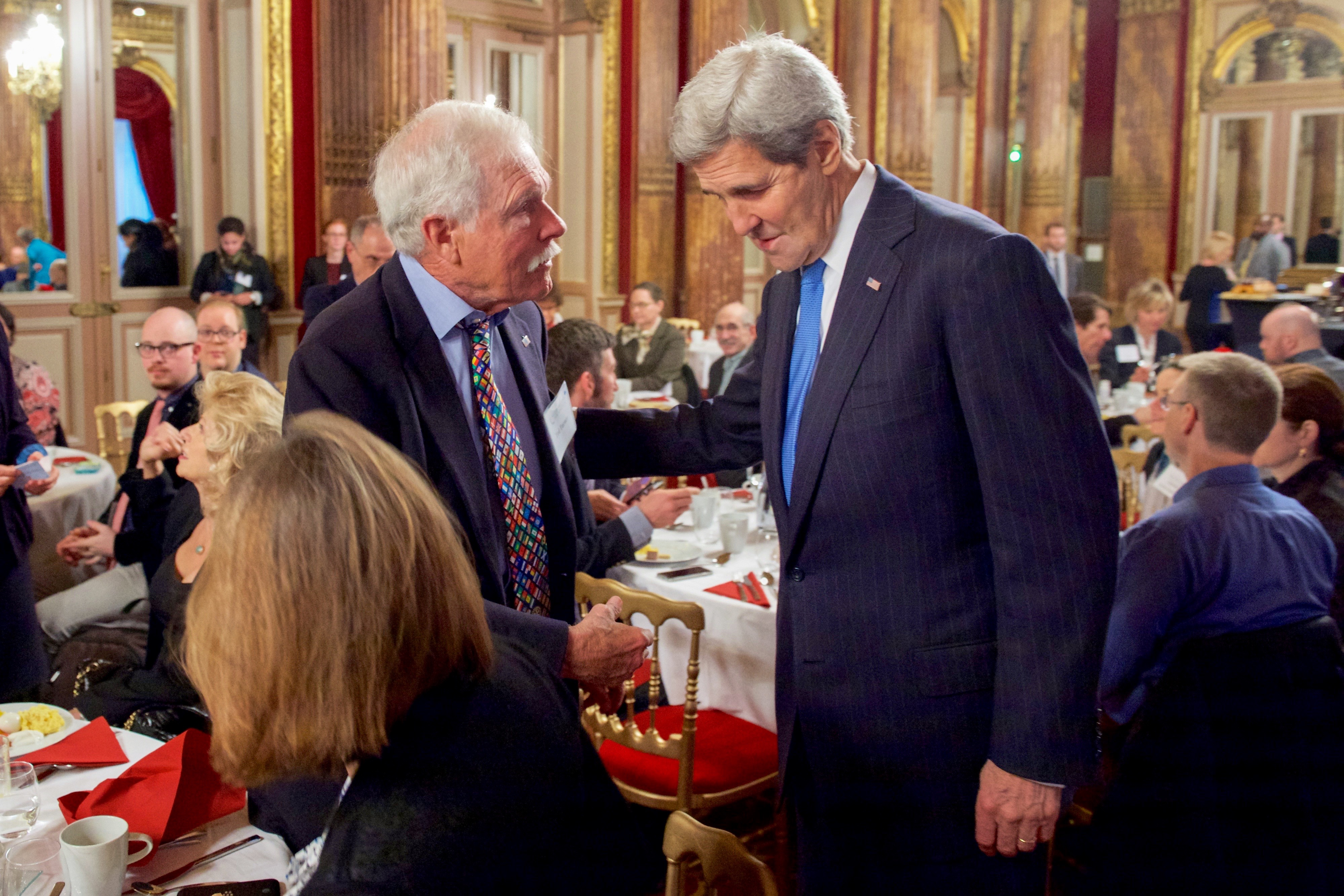
Ted Turner (a la izquierda) conversando con John Kerry en 2015.

Hoy en día es conocido su filiación para con la posesión y conservación de tierras y propiedades, siendo durante mucho tiempo el mayor poseedor de tierras de Estados Unidos hasta que en el 2011 John C. Malone lo sobrepasó. 
Turner utiliza la gran parte de su vastas posesiones territoriales para la cría de carne de bisón, con las cuales provee a su cadena de restaurantes, Ted's Montana Grill, acumulando el mayor rebaño de bisontes del mundo.
Igualmente Ted Turner está en condición de socio y copropietario (en parte) de Time Warner, siendo una piedra angular que impulsó uno de los negocios bursátiles más comentados de la última década. 
Tuvo una fortuna según Forbes de $2 mil millones en el 2009. Para 2016 tiene $2.2 mil millones, y ocupa el puesto 810 en Forbes.